# 鈴木園子
鈴木 園子（すずき そのこ）は、『週刊少年サンデー』で連載されている青山剛昌原作の漫画作品、およびそれを原作とするテレビアニメなどのメディアミックス『名探偵コナン』の作品に登場する架空の人物。
アニメでの声優は松井菜桜子が担当する。ドラマでの俳優は岩佐真悠子（単発第1作・第2作）、秋元才加（単発第3作、連続ドラマ）が担当。

## 人物
毛利蘭と工藤新一の保育園時代からの親友。帝丹高校2年B組在籍、テニス部所属。茶髪のボブカットヘアにカチューシャが特徴。作中で登場した家族・親族は、父・史郎、母・朋子、姉・綾子、史郎の従兄・次郎吉。
鈴木財閥の令嬢であり、自宅では優雅な生活を送っているが、普段はそれを感じさせない気さくでさっぱりした性格。毛利小五郎に負けず劣らず単純で、能天気かつマイペース。それなりの美人でスタイルも良いが、おしゃべりかつお調子者な面も災いし、蘭のようにナンパされたり男性受けしたりすることはあまりない。
日本に限らず、ハワイ、ニース、モナコなどに別荘を持つ。著名人のパーティーに招待されることも多く、園子のコネでコナンや蘭・小五郎達が同席させてもらえることもある。豪快な面もあるため、小五郎には「大金持ちのじゃじゃ馬娘」とあだ名されている。また、蘭よりはるかに流行に敏感で、服装の趣味も派手な傾向にあり、まれに腹部の出た服装もするほか、パーティーの際には素肌を大胆に露出したドレスを着ることもある。
ミーハーな園子の趣味に付き合わされたコナンや蘭が事件に遭遇する展開が多く、園子のゴシップがコナンの情報源になることもある。基本的に蘭と共に登場することがほとんどだが、テレビアニメ第1120話「失われたお宝ミステリー」で初めて蘭を伴わずに登場した。まれに犯人に襲われたり誘拐犯に狙われることもあるが、京極真や目暮警部らに助けられている。
お調子者でサバサバした言動とは裏腹に情に厚く、親友の蘭のためなら何でもしようとする友達想いな性格。蘭の試合にも足を運んで周りの目も構わず声援を送っており、後の彼氏となる京極にもその点で見初められている。世良真純が帝丹高校に転入して以降は、彼女を含めた3人で行動することが多い。
原作での初登場は1994年の『週刊少年サンデー』第47号に掲載された「怪人…包帯の男」（単行本5巻にFile.1として収録）であるが、アニメでは34話 - 35話「山荘包帯男殺人事件」に先駆け、アニメオリジナルストーリーである第6話「バレンタイン殺人事件」にて初登場を果たしている。
劇場版には全作品に登場。本編同様に自身のコネで蘭たちをパーティーなどに招待し、それをきっかけに事件が起こる場合がある。第5作『天国へのカウントダウン』では、灰原哀を真似て髪にウェーブをかけた結果、ジンから灰原の本来の姿である宮野志保（シェリー）と誤認されて狙撃されるが、コナンの機転によって間一髪で回避した。第11作『紺碧の棺』では蘭との友情、第23作『紺青の拳』では京極との恋模様にスポットが当てられ、園子もメインキャラクターとして登場する。第21作『から紅の恋歌』では、百人一首に詳しいことが明かされている。

### 探偵役
原作での初登場時、蘭を眠らせるつもりでコナンが撃った腕時計型麻酔銃の針が偶然当たってしまったために、急遽探偵役に抜擢される。調子の良さで自分の手柄と勘違いしたことから、それ以降も小五郎の不在時に眠らされることが多いが、探偵役の際は本来よりもかなり冷徹かつ高飛車にされてしまっている。
「眠ったまま」事件を解決するために周囲から「眠りの園子」と呼ばれる一方、自分では「推理クイーン園子」とも称している。ただし、普段は「探偵」として活動しているわけではないため、小五郎のように推理力を世間に認識されるまでには至っていない。なお、劇場版では一度も探偵役にされていない。

## 人間関係
蘭や新一とは保育園からの幼馴染であり、当時から蘭のネームプレートを奪ったいじめっ子の顔を引っ掻いて泣かせる気の強さを見せていた。普段から新一と蘭の仲を冷やかしている一方、「新一に告白された」と蘭から聞かされた際には周囲に聞こえるほどの大声で驚いて「蘭も返事した方がいい」と勧めている。また、新一のイケメンぶりと推理力については、皮肉を交えながらも認めている。
コナンのことは「ませた生意気なガキ」と見ており、名前で呼ばずに「（眼鏡の）ガキンチョ」と呼ぶことがほとんど。彼に対してはぞんざいな対応をしているが、その頭の良さは認めている。
少年探偵団のメンバーとも、からかわれることが多いものの、年下の友人として面倒を見ており仲が良い。（劇場版ではそれが顕著）ただし灰原に対しては「（灰原の実年齢が上な事や、クールな性格上）やや苦手なタイプ」と意識を持っている。ただし灰原からは「ユニーク」と思われているので関係自体は悪くない
黒ずくめの組織の事件には直接関わっておらず、組織の存在も知らないが、喫茶店「ポアロ」で働いている安室透（バーボン）、「米花いろは寿司」で働いている脇田兼則（ラム）、ベルモットが変装した新出智明と榎本梓に接触している。安室とベルモットからは「蘭と新一の幼馴染で鈴木財閥の令嬢」として存在を認識されている。劇場版『天国へのカウントダウン』では、髪型を変えた姿が宮野志保に酷似していたことからジンに射殺されそうになっている。
恋人は京極真で、「真さん」と呼ぶ。京極と恋人になるまでは、手品や盆栽などの同好会に入っては頻繁にイケメン探しをしていたが、きわめて男運が悪いこともあり、成功したことはない。
怪盗キッドの大ファンであり、コナンに麻酔銃で眠らされたためにキッドに会えなかった際にはコナンや蘭を引き連れ、自暴自棄になってカラオケオンステージを開いた。京極と恋仲となってからもそのミーハーぶりはとどまるところを知らず、キッドと京極に取り合われる妄想をして嬉々としたほどである。ただし、キッドへの感情はあくまでもファンとしての憧れであり、京極と勝負することになったキッドに協力を持ちかけられた際には、試合を控えていた京極のことを想い「ケガさせないでね」と念を押していた。